# Tehnologie farmaceutică

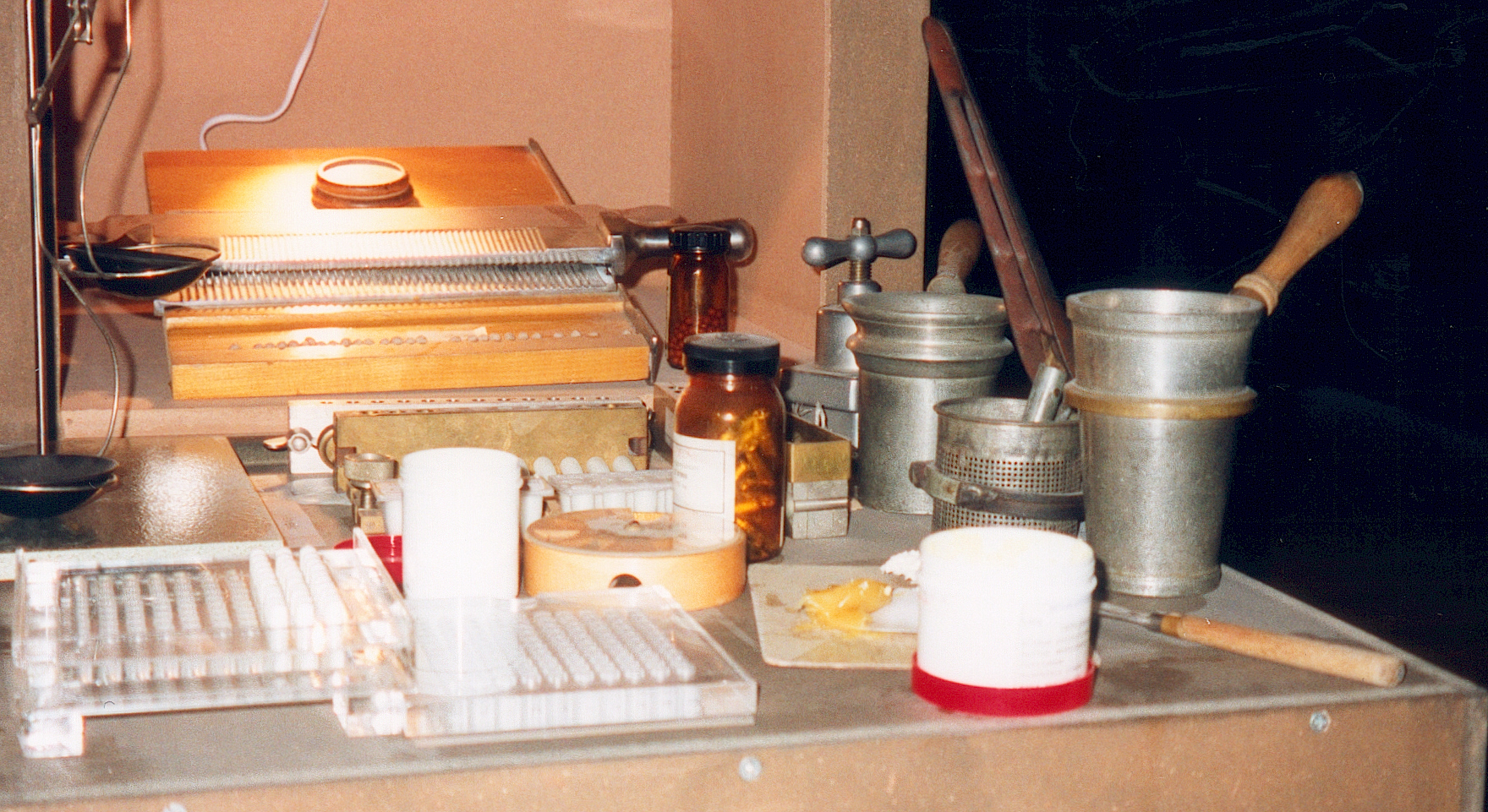
Diferite instrumente utilizate pentru prepararea medicamentelor

Tehnologia farmaceutică, tehnica farmaceutică sau galenica este o ramură a științelor farmaceutice care se ocupă cu metodele de preparare, depozitare, eliberare și evaluare biofarmaceutică a tuturor formelor farmaceutice, mai exact a medicamentelor.